# Rhaphiolepis indica
 (mars 2025).
 (mars 2025).
Espèce
Classification phylogénétique
Rhaphiolepis indica, Rhaphiolepis rubra, Crataegus indica ou communément appelé l'aubépine indienne ou l'aubépine de Hong Kong est un arbuste à feuilles persistantes de la famille des Rosaceae.

## Description
Ce sont des arbustes ou de petits arbres qui atteignent rarement une taille de 4 m de hauteur. Les branches sont brun pourpre lorsqu'elles sont jeunes, brun grisâtre lorsqu'elles sont âgées, cylindriques, initialement brunes tomenteuses, glabres à maturité. Pétiole 0,5–1,8 cm ou presque absent, légèrement brun ou tomenteux, stipules caduques, lancéolées, peu tomenteuses brunes, apex acuminé ; limbe ovale, oblong, rarement obovale, oblongue-lancéolé, étroitement elliptique ou elliptique-lancéolé, (2–) 4–8 × 1,5–4 cm, coriace, nervures abaxialement proéminentes, visibles abaxialement réticulaires et visibles ou non adaxialement, dos pâles, glabres ou à peine tomenteux, brillants adaxialement, glabres, apex obtus, aigu acuminé.
Les inflorescences en panicules ou terminales de grappes, avec beaucoup ou peu de fleurs ; pédicelles et pédoncules rouillés-tomenteux ; bractées et bractéoles caduques. Fleurs de 1 à 1,5 cm de diamètre. Les pétales sont blancs ou roses, obovales ou lancéolés, 5–7 × 4–5 mm, basaux pubescents, apex obtus. Étamines, aussi longues ou plus courtes que les pétales.

## Répartition
On le trouve sur les pentes, au bord des routes, dans les buissons au bord des ruisseaux ; à une altitude de 700 à 1 600 mètres au-dessus du niveau de la mer dans des régions telles que le sud de la Chine, le Japon, le Laos, le Cambodge, la Thaïlande et Vietnam.

## Culture et utilisations
Il est cultivé pour ses fleurs décoratives roses ou blanches et est populaire dans la culture du bonsaï. La floraison est précoce (dès la fin de l'hiver). Le fruit est comestible une fois cuit et peut être utilisé pour faire de la confiture.
L'aubépine indienne est une espèce horticole majeure dans le sud des États-Unis. Il est souvent taillé en petites haies compactes ou en boules. Il est susceptible de développer la tache foliaire.

### Teinture
La plante est également connue sous le nom de « teechigi » et sa pulpe est connue sous le nom de « sharinbai » (しゃりんばい / テーチ木 / テカチ木) au Japon et un colorant brun foncé est fabriqué en faisant bouillir son écorce ou sa racine séchée et en utilisant du fer ou de la chaux. Cette plante est utilisée au Japon depuis plus de 400 ans dans une technique de fabrication de tissus en soie pongée. Dans les îles Hainan en Chine, elle est utilisée pour fabriquer des textiles et certains filets de pêche. De plus, la plante est utilisée dans une technique japonaise de teinture à la boue dans les Îles Amami (dorozome). Les branches sont coupées en petits copeaux et mijotées dans de grands chaudrons pendant deux jours. La pulpe est ensuite filtrée et le fil est imprégné d'extrait d'orange doré. Plus le fil est trempé et séché, plus la couleur est foncée et riche.

## Galerie

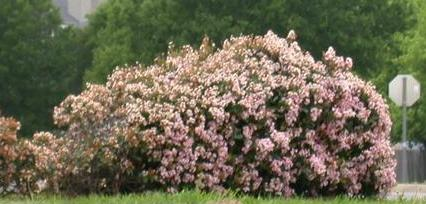
Un buisson d'aubépine indienne à distance
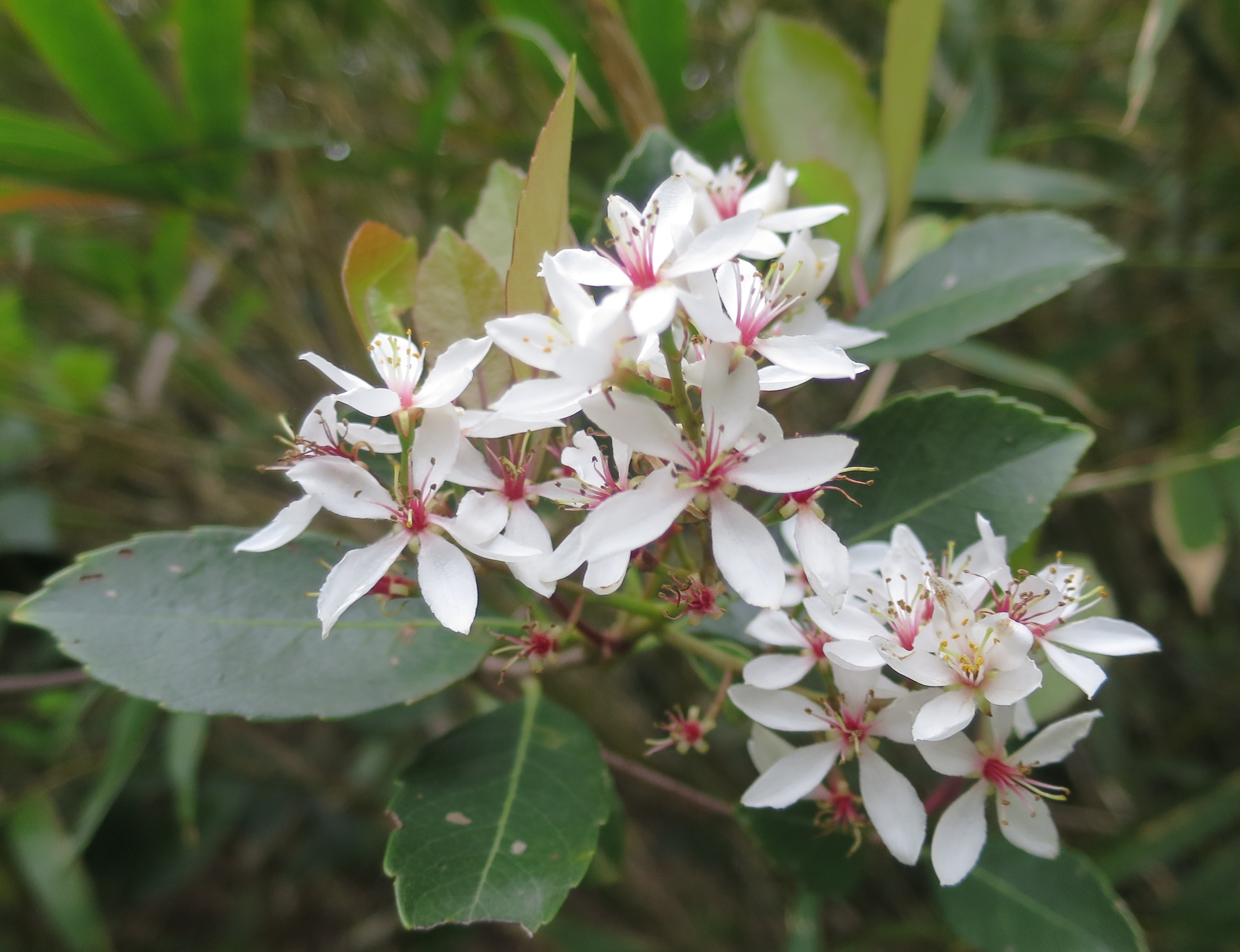
Rhaphiolepis indica fleurissant à Hong Kong
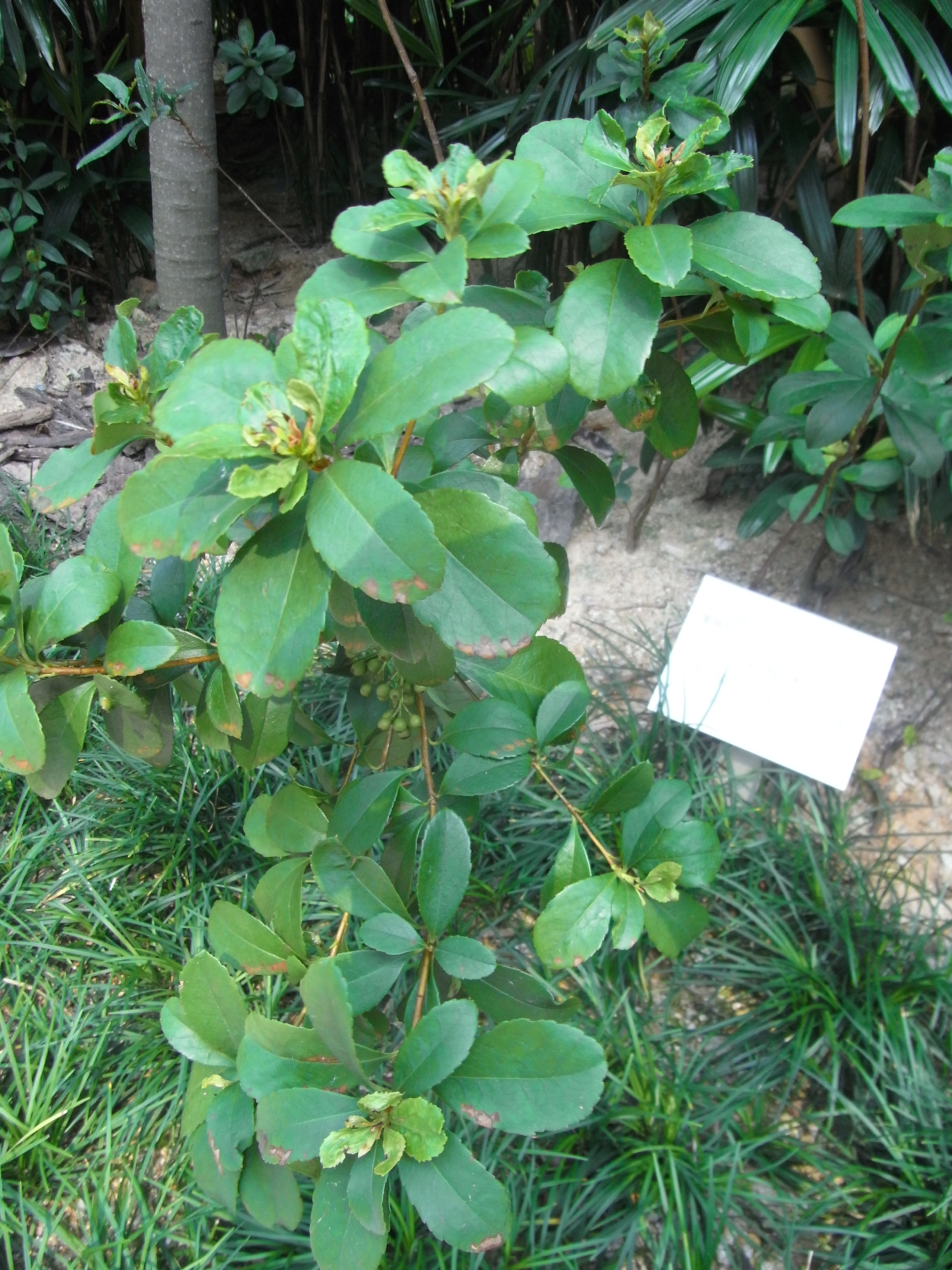
Specimen à Hong Kong
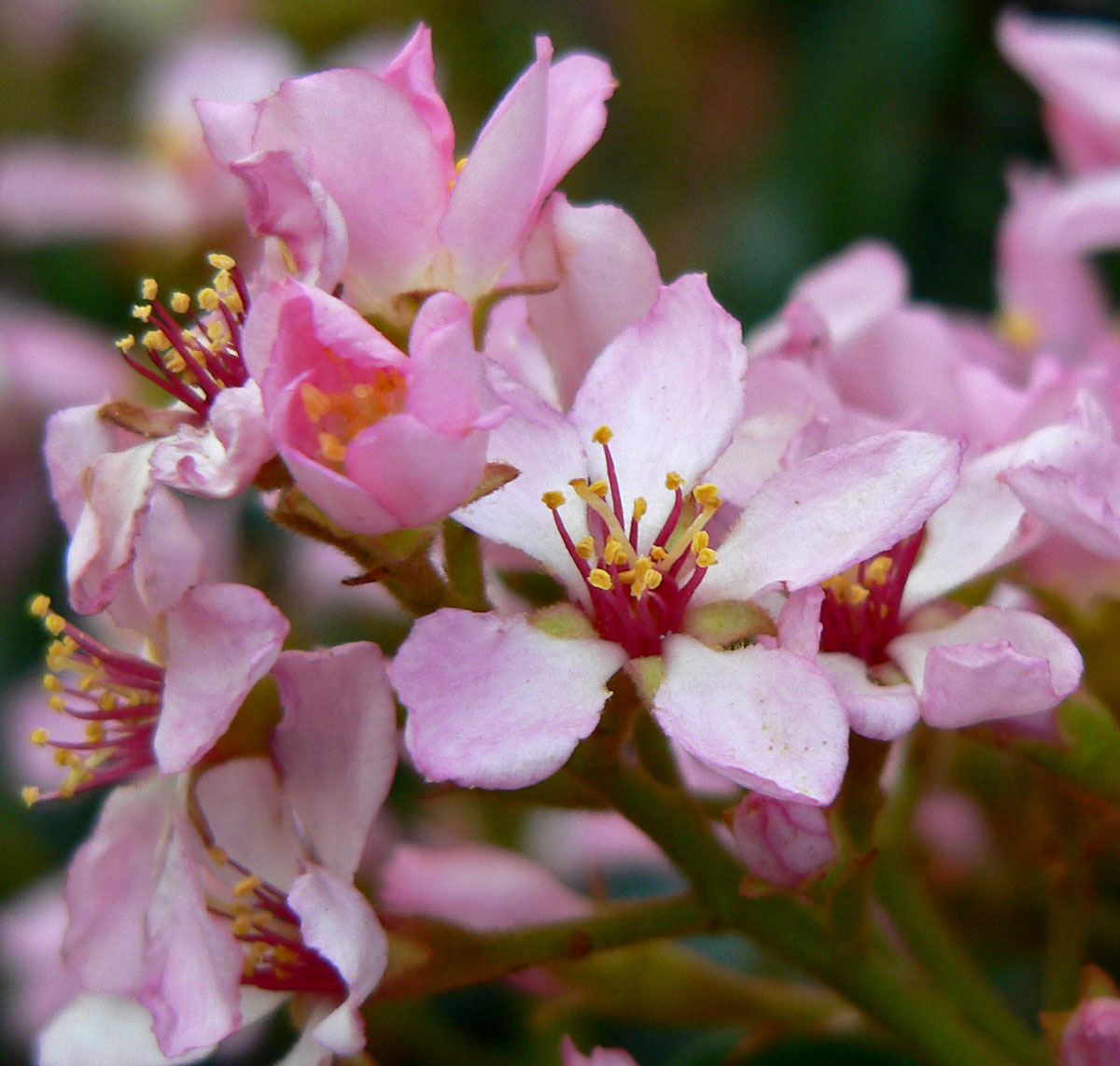
À Las Vegas